# Pavimento sopraelevato
Il pavimento sopraelevato (detto anche pavimento galleggiante) da interni è un supporto composto fondamentalmente da pannelli di dimensione standard 60x60 cm e da un telaio metallico di sopraelevazione.

## Componenti
Il pannello a sua volta è costituito da tre principali elementi:
1. Rivestimento superiore o piano di calpestio (che può essere in gres porcellanato, laminato, PVC, gomma, linoleum, granito, parquet, ecc.)
2. Anima interna (in conglomerato ligneo ad alta densità di spessore 38 mm o solfato di calcio di spessore 30 mm)
3. Bilanciante inferiore (generalmente un foglio di alluminio da 5 micrometri, quale barriera all'umidità, o foglio/vaschetta in acciaio, per aumentarne le prestazioni di portata).

Il tutto viene assemblato insieme, calibrato e bordato.
Anche i telai di sopraelevazione possono variare, con colonne e traversi di vari tipi, al fine di sostenere carichi più o meno elevati,  e regolabili in altezza per raggiungere quote del pavimento finito anche a oltre un metro di altezza.
Lo studio e la tecnologia hanno portato allo sviluppo del sistema costruttivo, sia dal punto di vista del design (è possibile infatti scegliere pannelli di fuori formato come 60x120 cm e altri ancora), sia dal punto di vista della sicurezza, potendo installare il pavimento sopraelevato al fine di renderlo antisismico. 

## Isolamento acustico
L'utilità di questo tipo di pavimento è nell'efficace isolamento acustico tra gli ambienti separati dal solaio, e per la possibilità di alloggiare tutti gli impianti nello spazio creatosi nel sottopavimento (plenum). Consente inoltre una perfetta modularità e intercambiabilità degli elementi permettendo all’ambiente di essere ispezionato fin sotto il pavimento stesso in qualsiasi momento, garantendo facilità nella manutenzione degli impianti nel tempo. Tale applicazione offre molteplici vantaggi nel prosieguo dei lavori per la costruzione dell’edificio (non è infatti necessario attendere il collaudo degli impianti prima di procedere alla posa del pavimento, permettendo pertanto anche di risparmiare tempo nell’esecuzione e conclusione dei lavori generali). Tipologia di pavimento ideale per essere installato in ambienti direzionali, commerciali, data center, ristoranti, padiglioni, ecc.

## Pavimento sopraelevato esterno
Un elemento fondamentale nei pavimenti flottanti per esterni è rappresentato dagli supporti regolabili in plastica. Questi componenti permettono la posa sopraelevata di piastrelle o doghe su superfici come terrazze e coperture, garantendo drenaggio, isolamento e una facile ispezione degli impianti sottostanti. L’uso dei supporti adeguatamente posizionati previene la rottura delle piastrelle dovuta a eccessive flessioni o urti improvvisi.